# André Couillard
Pour les articles homonymes, voir Couillard.
André Couillard (1924-2013) est l'un des rédacteurs du bulletin monarchiste, La Blanche Hermine.
Une salle de la mairie de Maen Roch porte son nom.

## Publications
- Le comte de Joseph de Puisaye, et la pacification de 1796, édité à compte d'auteur, Saint-Brice-en-Coglès.